# Ernest Beaux
Pour les articles homonymes, voir Beaux (homonymie).
Ernest Beaux (né le 8 décembre 1881 à Moscou et mort le 8 mai 1961 à Paris 16e) est connu comme l'un des plus grands parfumeurs au monde et le créateur du parfum No 5 de Chanel.

## Grandes lignes de sa carrière
En 1898, il entre dans l’entreprise dirigée par son frère aîné, la société Rallet (qui fournit notamment la cour impériale de Russie), pour apprendre la savonnerie et le métier de parfumeur. Il est l’un des premiers parfumeurs à exploiter les nouvelles molécules issues de la synthèse chimique au début du XXe siècle, et c’est ainsi qu’il s’intéresse aux aldéhydes, qui vont donner leur personnalité et leur caractère au mythique No 5 de Chanel.
Deux ans après, il quitte l’entreprise de parfumerie Rallet pour effectuer son service militaire en France. En 1902, il revient chez Rallet pour poursuivre son métier de parfumeur et commencer une brillante carrière. En 1907, il lance son premier parfum (nom inconnu), mais son grand succès arrive en 1912, avec l’apparition de son eau de Cologne, Bouquet de Napoléon, à l'occasion du centenaire de la bataille de la Moskova. En 1914, il occupe chez Rallet le poste de directeur technique et fait partie du conseil d’administration.
En 1917, après la révolution d’Octobre, Rallet est nationalisé. Georges Chiris, fils de Léon Chiris qui en était propriétaire réagit et crée avec d’autres actionnaires français une nouvelle entreprise La Société française des parfums Rallet  ; il rapatrie alors en France le personnel, techniciens et parfumeurs dont Ernest Beaux , puis en 1926 Coty acquiert la société qui continue toutefois à opérer sous le nom de Rallet.

## Parcours avec Coco Chanel

Parfum No 5 de Chanel

En 1920, il rencontre Coco Chanel par le biais du grand-duc Dimitri Pavlovitch, l'amant, à l'époque, de la grande couturière. En 1921, Chanel lance son premier parfum et fait appel au parfumeur.
Selon les propres mots de Beaux :
« Mlle Chanel, qui avait une maison de couture très en vogue, me demanda pour celle-ci quelques parfums. Je suis venu lui présenter mes créations, deux séries : 1 à 5 et 20 à 24. Elle en choisit quelques-unes, dont celle qui portait le no 5 et à la question « Quel nom faut-il lui donner ? », Mlle Chanel m’a répondu : « Je présente ma collection de robes le 5 du mois de mai, le cinquième de l’année, nous lui laisserons donc le numéro qu’il porte et ce numéro 5 lui portera bonheur ». Je dois reconnaître qu’elle ne s’était pas trompée... ». En 1922, Ernest Beaux créa ensuite le No 22.

## Ses créations
- Inconnu - A. Rallet & Co. - 1907
- Bouquet de Napoléon - A. Rallet & Co. - 1912
- Bouquet de Catherine - A. Rallet & Co. - 1913
- No 5 - Chanel - 1921
- No 22 - Chanel - 1922
- Cuir de Russie - Chanel - 1924
- Gardénia - Chanel - 1925
- Bois des îles - Chanel - 1926
- Soir de Paris - Bourjois - 1928
- Kobako - Bourjois - 1936
- Premier Muguet - Bourjois - 1955